# عمد (ذمار)
عمد هي إحدى قرى الجمهورية اليمنية. تتبع جغرافيا لمحافظة ذمار وإداريًا لمديرية عنس. يبلغ تعداد سكانها 2546 نسمة حسب الإحصاء الذي أجري عام 2004.